# Philias Coulombe
 (décembre 2023).
Philias Coulombe (1875-1930) est un photographe québécois. Il a exercé à son studio de Nicolet et comme photographe itinérant sur le territoire du Québec,. Il a produit principalement des photos cabinet et des cartes postales. Une partie de son fonds est aujourd'hui conservée au Centre d'archives régionales Séminaire de Nicolet.
Ses œuvres se trouvent dans différentes collections publiques à travers le monde, comme celles du Musée national des beaux-arts du Québec, du Musée McCord Stewart et de la British Library.

## Galerie

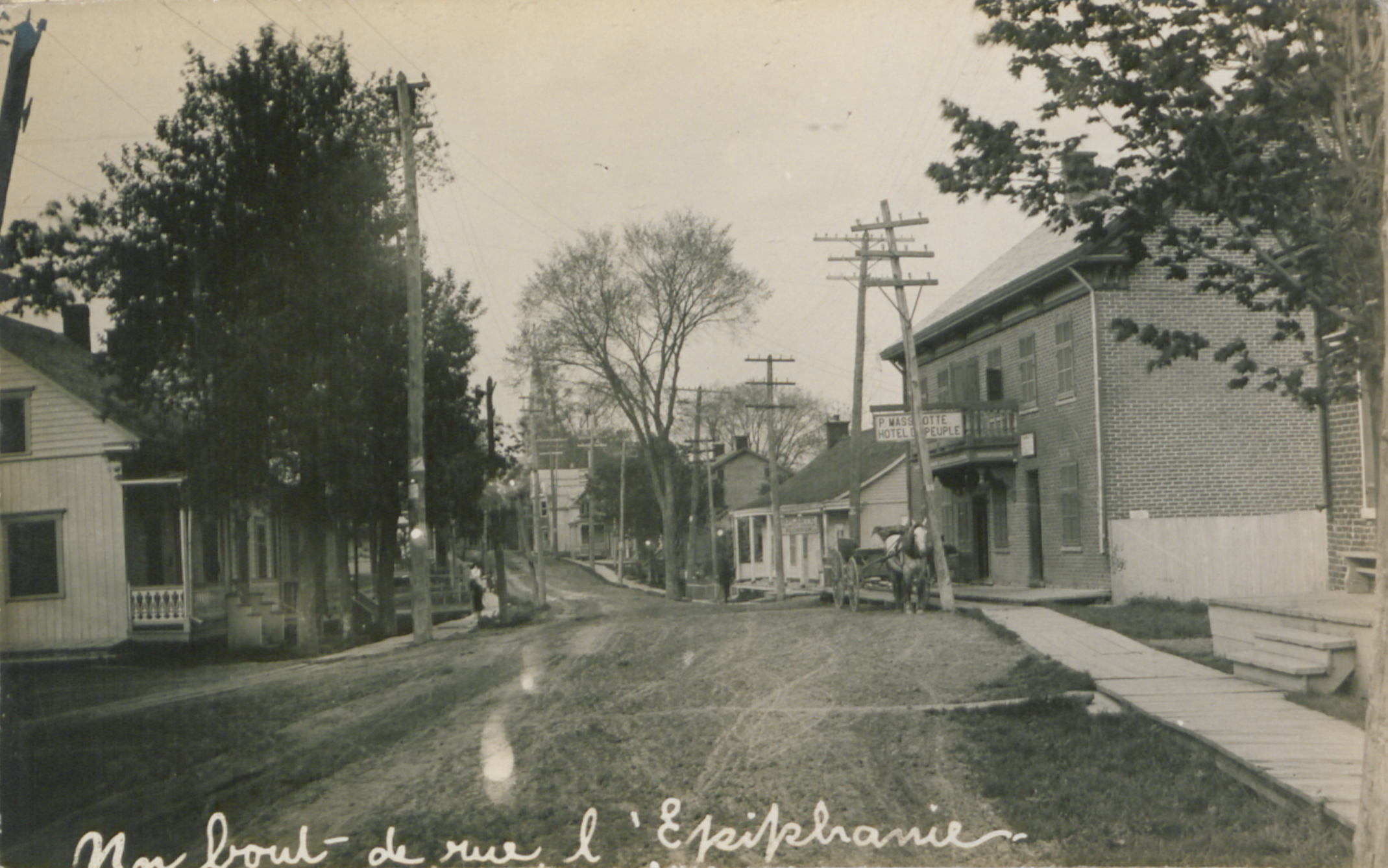
Carte postale montrant le village de L'Épiphanie